# فرانسیس دریک

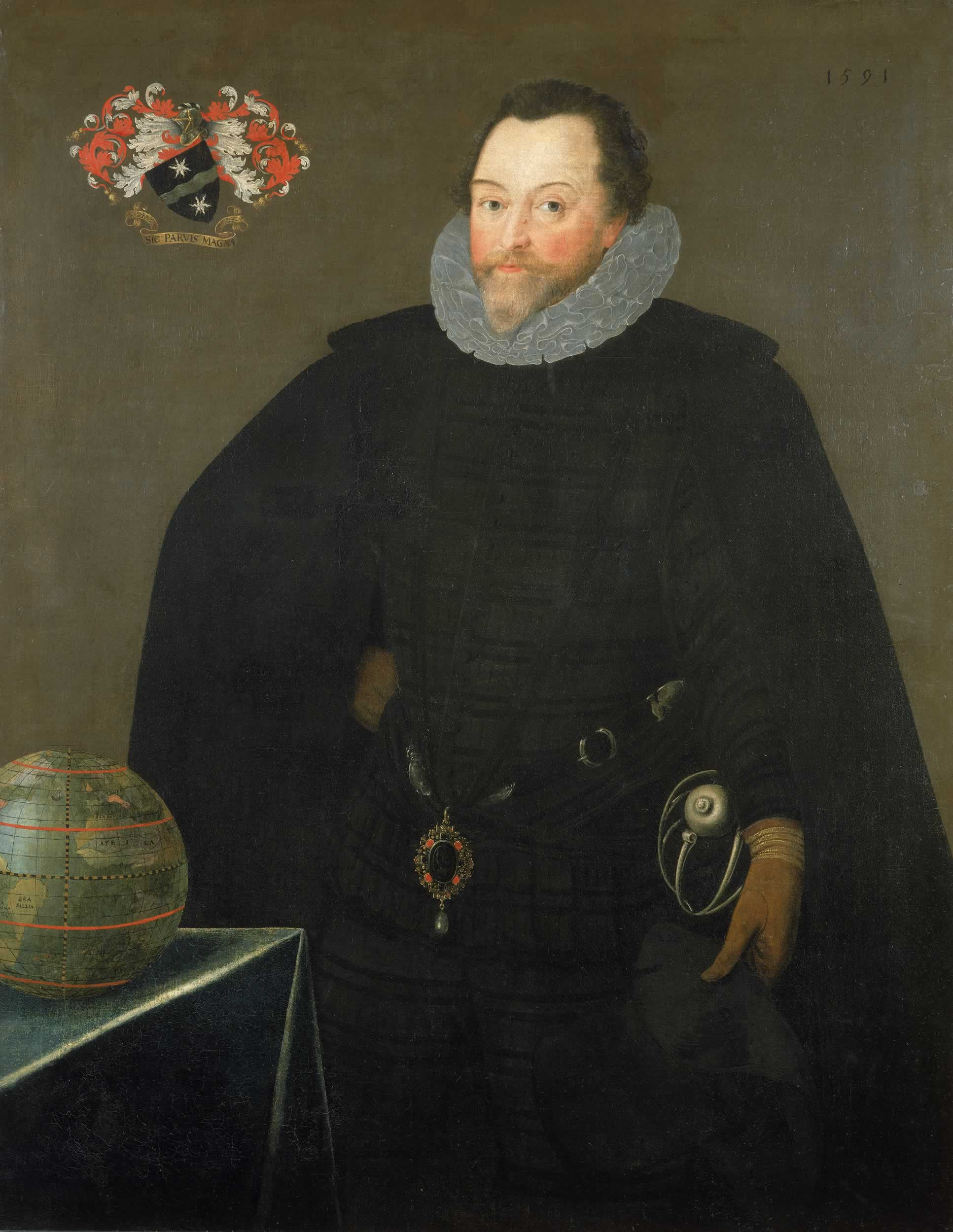
فرانسیس دریک

سر فرانسیس دریک (به انگلیسی: Sir Francis Drake) دریاسالار (۱۵۴۰ –۲۷ ژانویه ۱۵۹۶)، کاپیتان دریا، سیاستمدار و دزد دریایی انگلیسی بود. او در ژانویه ۱۵۹۶ بعد از یک حملهٔ ناموفق در پورتو ریکو درگذشت.

او با غارت کشتی‌های اسپانیایی که از قاره آمریکا می‌آمدند اسپانیا را دچار مشکل کرد تا حدی که پادشاه اسپانیا از ملکه الیزابت درخواست سر وی را کرد و بعد از بزرگترین دزدی‌اش، ملکه الیزابت شخصاً به استقبال او آمد و گفت: 
«پادشاه اسپانیا درخواست سر شما را کرده‌است ما همکنون وسیله انجام این کار را داریم.»
 سپس او را به لقب سر ارتقاء داد. از او به عنوان بزرگترین دزد دریایی تاریخ نامبرده می‌شود.